# Río San Juan (Colombie)
Pour les articles homonymes, voir Río San Juan.
Le Río San Juan est un fleuve de Colombie tributaire de l'océan Pacifique.

## Géographie
Né dans la cordillère Occidentale des Andes colombiennes, dans le Cerro de Caramanta, il a une longueur de 380 km.
Il coule entièrement dans le département de Chocó, du nord vers le sud d'abord, puis vers l'ouest dans l'océan Pacifique. Il suit donc une direction opposée à celle du río Atrato, dont il est séparé par l'istmo de San Pablo.
Il se jette dans l'océan Pacifique, par un delta assez vaste de 300 km2, situé à une quarantaine de kilomètres au nord-ouest du grand port de Buenaventura, comprenant de multiples îles et cerclé de mangroves.
Quoique son bassin soit très peu étendu (15 000 km2, soit à peine plus que le tiers de la superficie de la Suisse, ou encore équivalent à un peu plus de celle de l'Île-de-France), étant donné l'abondance des précipitations dans la région, il roule autant d'eau que le Rhin, ce qui en fait un cours d'eau important du pays.

## Hydrométrie - Les débits à Penitas
Le débit du fleuve a été observé pendant 25 ans (1965-1990) à Penitas, localité située à peu de distance de son embouchure dans l'océan.
À Penitas, le débit annuel moyen ou module observé sur cette période a été de 2 055 m3/s pour une surface étudiée de plus ou moins 14 000 km2, soit plus de 90 % de la totalité du bassin versant du fleuve.
La lame d'eau écoulée dans le bassin versant se monte ainsi à 4 630 millimètres par an, ce qui doit être considéré comme extrêmement élevé.
Cours d'eau de la région équatoriale, le río San Juan est un fleuve très abondant et bien alimenté en toutes saisons. On observe deux périodes de crue, la première à la fin du printemps (en mai-juin), la seconde, nettement plus importante, en automne (en octobre et novembre). Des deux périodes intermédiaires d'étiage, c'est l'étiage de fin d'hiver qui est le plus prononcé (février-mars).
Le débit moyen mensuel observé en mars (minimum d'étiage) atteint 1 495 m3/s, soit plus de la moitié du débit moyen du mois d'octobre (2 682 m3/s), ce qui montre une amplitude des variations saisonnières très faible. Sur la durée d'observation de 25 ans, le débit mensuel minimal a été de 794 m3/s - ce qui reste plus que confortable -, tandis que le débit mensuel maximal s'élevait à 4 260 m3/s.

## Navigabilité
Le río San Juan est navigable sur 180 kilomètres. Le port principal du fleuve est le port de Negría, dans la municipalité d'Istmina (département de Chocó).

## Affluents
Les principaux affluents sont :
- Le río Tatamá
- Le río Condoto (riche en platine)
- Le río Calima, qui coule dans le département de Valle del Cauca et alimente la centrale hydroélectrique de même nom, une des plus importantes du pays.